# Aïssatou Diouf
 (janvier 2025).
Aïssatou Diouf née en 1957 à Dakar est une militante écologiste sénégalaiseengagée sur les questions liées au climat.

## Biographie

### Débuts et études
Aïssatou est une experte énergie climat. Elle est intégrée dans la délégation sénégalaise où elle alterne conciliabules et négociations thématiques avec le groupe Afrique.
Aissatou est diplômée en communication environnementale et du développement durable à l’Université de Nice Sophia  Antipolis. Elle est également titulaire d’un MBA à l’IAE de Nice; formation qu'elle entreprend après ses études secondaires et universitaires à Abidjan et à Dakar. En 2008, elle s'inscrit à l’Université Paris Dauphine en France où elle obtient un Master of Business Administration.
En 2011, elle termine ses études universitaires à Nice et revient à Dakar pour plonger dans « le monde des ONG » et accomplir sa vocation, c'est-à-dire être utile à sa communauté dans le domaine du développement.

### Carrière
Aissatou travaille d'abord en tant que responsable de la politique internationale et du plaidoyer chez Enda Energie. Par la suite, elle devient la coordinatrice du Climate Action Network West & Central Africa, un réseau d'une cinquantaine d'organisations. Elle s'occupe du suivi et de l'analyse de la négociation internationale pour les Nations Unies entre autres sur le changement climatique. Elle s'assure aussi du soutien et le renforcement des capacités et compréhension de la société civile africaine pour faire entendre sa voix dans les fora nationaux et internationaux relatif à l'élaboration des politiques sur le changement climatique. Sur le plan local, son travail consiste à intégrer les politiques d'atténuation et d'adaptation au changement climatique dans le cadre de la planification des politiques nationales et locales dans les pays en développement. Elle co-coordonne les activités de plaidoyer des associations francophones, majoritairement africaines réunies au sein du RCD.
En 2021, elle s'engage activement dans la lutte contre le changement climatique.